# Марсел Пруст
Марсел Пруст (фр. Marcel-Valentin-Louis-Eugène-Georges Proust; Париз, 10. јул 1871 — Париз, 22. новембар 1922) био је француски интелектуалац, романописац, есејиста и критичар, најпознатији по делу У трагању за изгубљеним временом у 7 томова, које је издавано у периоду од 14 година (последња три постхумно) и које је оставило дубок траг, не само у Француској, већ и у европској књижевности 20. века и извршило велики утицај на многе књижевнике.

## Биографија
Рођен у богатој лекарској породици, нежан и осетљив, у детињству је боловао од астме, што је обележило читав његов потоњи живот. Прустов отац, Ахил Адријан Пруст, био је угледан патолог и епидемиолог, заслужан за проучавање и покушаје излечења узрока и ширења колере, која се у то време ширила кроз Европу и Азију; био је аутор бројних чланака и књига о медицини и хигијени. Прустова мајка, Жан Клеманс Вил, била је кћи из богате и културне јеврејске породице из Елзаса. Била је веома начитана; њена писма показују развијен смисао за хумор и довољно познавање енглеског језика да пружи помоћ сину у превођењу дела Џона Раскина. Пруст је одгојен у очевој католичкој вери. Крштен је 5. августа 1871. и касније се потврдио као католик, али никада није формално практиковао своју веру. Када је имао 9 година, доживео је први тежи напад астме и отад су га сматрали болешљивим дететом. Године 1882. постао је ученик школе Lycée Condorcet у Паризу. Због болести је прекинуо школовање. Упркос лошем здрављу, Пруст је одслужио једну годину у француској војсци у Орлеану. Ово искуство му је послужило за трећи део циклуса романа „У трагању за изгубљеним временом“, „Војвоткиња де Германтес“.
У младости је похађао салоне гђе Штраус, удовице Жоржа Бизеа и мајке Прустовог пријатеља из детињства, Жака Бизеа, те салоне Мадлен Лемер и Мадам Арман де Кајаве (Леонтин Липман), мајке његовог пријатеља Гастона Армана де Кајавеа, у чију се вереницу био заљубио (Жан Поке). Преко Мадам Арман де Кајаве је упознао Анатола Франса, њеног љубавника.
Пруст је био врло близак са мајком. Како би умирио оца, који је инсистирао да изграђује каријеру, Пруст је успео да добије место волонтера у библиотеци Мазарин у лето 1896. Значајним напорима добио је боловање, што се протегнуло на неколико година, те се сматрало да је напустио радно место. Никада није радио, те се није селио из родитељског стана све до њихове смрти.

### Последње године и смрт
Његов живот и породично окружење знатно се изменило између 1900. и 1905. У фебруару 1903. његов брат Роберт се оженио и напустио дом. Исте године у новембру му је преминуо отац. Напослетку, у септембру 1905. године изгубио је мајку, што га је највише погодило. Мајка му је оставила значајно наследство. Кроз овај период здравље му је било нарочито нарушено. Последње три године свог живота провео је у својој спаваћој соби, спавајући дању и радећи на роману ноћу. Преминуо је од упале и апсцеса плућа 1922, а покопан је на гробљу Пер Лашез у Паризу.

## Сексуална оријентација и контекст
Пруст је, према сагласности биографа и истраживача, био хомосексуалац. Његова сексуална оријентација није била јавно исказана, што је било разумљиво с обзиром на друштвени контекст Француске с краја XIX и почетка XX века, али постоји обимна преписка, сведочанства и дневничке белешке које то потврђују.
Један од најпознатијих инцидената везаних за његову сексуалност био је двобој са новинаром Жан Лореном 1897. године, који је у свом тексту алудирао на хомосексуалну везу између Пруста и Лусијен Додеа. Иако је двобој био више ствар части него реалне опасности, он сведочи о напетости која је пратила питања сексуалности у парижком друштву тог доба.
Такође, писац Андре Жид је критикујући Пруста приметио да у својим књигама избегава директно приказивање хомосексуалности. Пруст му је касније оштро одговорио, бранећи право уметника да тематизује интимне аспекте живота кроз кодове и суптилност, а не експлицитно.
Упркос томе, у својим делима често приказује хетеросексуалне љубавне односе, док су мотиви хомосексуалности присутни кроз наративне кодове, симболизам и развој одређених ликова. Најистакнутији пример је лик барона де Шарлија (Charlus), један од најкомплекснијих приказа хомосексуалног идентитета у светској књижевности. Преко њега Пруст истражује друштвене маске, унутрашње конфликте, привид и тајност - све оно што је чинило искуство хомосексуалности у његовом времену.
Иако је био лично обазрив у јавном исказивању своје сексуалности, његова књижевност обликује ту тему кроз сложену уметничку структуру. Код Пруста, хомосексуалност није само интимна чињеница, већ простор истраживања друштвених улога, маски и крхкости људске жеље. Његово писање не нуди декларације - већ слојевите портрете, у којима су страсти и страхови испреплетани у један од најделикатнијих приказа љубави у модерној литератури.

## Стваралаштво
Као изображен и префињен младић кретао се у модерним грађанским, уметничких и аристократским круговима, писао и преводио, посебно дела енглескога естетичара Џона Раскина, који је пресудно утицао на његово касније стваралаштво. Из тог периода потичу чланци из младости скупљени под насловом „Ужици и дани“ (1896) и аутобиографски роман „Жан Сантеј“ (постхумно 1952).

### Рани радови
Пруст се бавио писањем и објављивањем од раног доба. Поред књижевних часописа са којима је био асоциран, и у којима је објављивао док је био у школи (La Revue verte и La Revue lilas), од 1890 до 1891 он је објављивао регуларну друштвену рубрику у часопису Le Mensuel. Године 1892. он је учествовао у оснивању књижевног прегледа званог Le Banquet (такође француског наслова Платонове Гозбе), и током следећих неколико година Пруст је регуларно објављивао мање комаде у том часопису и у престижном La Revue Blanche.
Године 1896. је објављен Les Plaisirs et les Jours, компендијум мноштва тих раних комада. Књига је обухватала предговор Анатола Франса, цртеже госпође Лемер у чијем салону је Пруст био чест гост, и која је била инспирација за Прустову госпођу Вердурин. Она је позвала њега и Рејналда Хана у њен шато де Ревејон (модел за Ла Распелије госпође Вердурин) током лета 1894. године, и током три недеље 1895. Ова књига је била тако раскошно произведена да коштала дупло више од нормалне цене књиге њене величине.
Те године је Пруст почео да ради на роману, који су коначно објавили 1952. године под насловом Jean Santeuil његови постхумни едитори. Многе од тема касније развијених у У трагању за изгубљеним временом налазе своју прву артикулацију у овом незавршеном раду, укључујући енигму меморије и неопходност рефлекције; неколико секција У трагању за изгубљеним временом се могу наћи у првој верзији књиге Jean Santeuil. Портрет родитеља у Jean Santeuil је врло оштар, што је у изразитој супротности са обожавањем са којим су родитељи приказани у Прустовом ремек-делу. Након лошег пријема рада Les Plaisirs et les Jours, и унутарашњих проблема са разрешавањем радње, Пруст је постепено напуштао Jean Santeuil 1897. године и престао с радом у потпуности до 1899. године.
Почевши од 1895. године Пруст је провео неколико година читајући Карлајла, Емерсона, и Џона Раскина. Путем тог читања он је рафинирао своје теорије уметности и улоге уметника у друштву. Исто тако, у Повраћеном времену Прустов универзални протагониста се присећа да је превео Раскинов Сезам и Љиљани. Уметникова одговорност је да се суочи са појавом природе, изведе закључак о њеној суштини и пренесе или објасни ту суштину у уметничком делу. Раскиново схватање уметничке продукције било је централно за ову концепцију, и Раскинов рад је био толико важан за Пруста да је тврдио да зна „напамет” неколико Раскинових књига, укључујући, Седам светиљки архитектуре, Библију Амиена, и Praeterita.
Пруст је желео да преведе два Раскинова рада на француски, али му је тај подухват отежавало његово недовољно познавање енглеског. Да би компензовао за то он је претворио ове преводе у групну аферу: иницијални превод је радила његова мајка, нацрте је прво ревидирао Пруст, а затим Мари Норлинџер, енглески рођак његовог пријатеља и понекад љубавник Рејналдо Хан, затим је коначно превод полирао Пруст. На питања његовог уредника о његовом методу, Пруст је одговорио, „Ја не тврдим да знам енглески; ја тврдим да знам Раскина”. The Bible of Amiens, са Прустовим проширеним уводом, је била објављена на француском 1904. године. Превод и увод су били добро примљени; Анри Бергсон је назвао Прустов увод „једним важним доприносом психологији Раскина”, а имао је сличне похвале за превод. У време објављивања, Пруст је већ преводио Раскиново дело Sesame and Lilies, што је завршио јуна 1905, непосредно пре смрти његове мајке, а књига је објављена 1906. године. Књижевни историчари и критичари су констатовали да су поред Раскина Прустови главни књижевни утицаји били Сен-Симон, Монтењ, Стендал, Флобер, Џорџ Елиот, Фјодор Достојевски, и Лав Толстој.
Година 1908. је била важна за Прустов развој као писца. Током првог дела те године он је објављивао у разним часописима пастише других писаца. Ове вежбе у имитацији су можда омогућиле Прусту да ојача свој сопствени стил. Додатно, у пролеће и лето те године Пруст је почео да ради на неколико различитих фрагмената писања које ће касније сјединити под радним називом Contre Sainte-Beuve. Пруст је описао своје напоре у писму пријатељу: „Ја имам у току: студију о племству, париски роман, есеј о Сент-Беву и Флоберу, есеј о жени, есеј о педерастији (што није лако објавити), студију на надгробним споменицима, студију о роману”. Из ових различитих фрагмената Пруст је почео да обликује роман на којем је континуирано радио током тог периода.

### У трагању за изгубљеним временом
Своје главно животно дело писао је десетак година, у трци са болешћу и смрћу. У готово потпуној осами и одустајању од свих других делатности настало је једно од најобимнијих и највреднијих дела светске књижевности, велики роман „У трагању за изгубљеним временом“ (1913—27). Роман се састоји из седам књига: „У Свановом крају“, „У сени девојака цветова“, „Око Германтових“, „Содома и Гомора“, „Заточеница“, „Нестала Албертина“ и „Васкрсло време“ („Пронађено време“). Средишњи део прве књиге који носи назив „Једна Сванова љубав“ често се издаје као самостални роман. Роман од око 3.200 страница (зависно од издања) обухвата период друге половине 19, почетак 20. века и Први светски рат, као и теме које су потресале француско друштво тога доба (нпр. Драјфусова афера). Радња се одвија у ладањској породичној кући у градићу Комбреју (у стварности Илијер), у Паризу, на нормандијској обали, у Венецији. Роман има облик есејизованих мемоара: то је заправо фикционализована и минуциозним рашчланама повезана квазиаутобиографија у којој су сви елементи узети из реалности, али стилизовани у смислу Прустове филозофије и естетике, у симболистичком и импресионистичком духу времена. То велико синтетичко дело могуће је читати на више начина: нпр. као балзаковску студију друштвених односа у доба пропадања аристократије и успона богате грађанске класе, смештену већим делом у доба Драјфусове афере. Попут Балзака, Пруст тежи свеобухватности и синтези, предочава цели низ ликова из најразличитијих друштвених средина и њихове судбине. Но дело је, знаковито за оно доба, мешавина романа и есеја: аутор прати своје приповедање психолошким коментарима, културноисторијским реминисценцијама, естетским дигресијама и сентенциозним опсервацијама. Целовитост привидно хаотичног и хетерогеног текста проистиче из композиције изграђене на мрежи испреплетених лајтмотива, као у Вагнеровим операма, те мита о Времену као доминантној невидљивој сили у чијем се пољу обликују и растачу бића и односи.

## Теме и поетика
Прустова проза истражује дубоку унутрашњу реалност, где су сећање, време и перцепција сржи сваког искуства. Уместо линеарног наратива, он гради простор у коме прошлост улази у садашњост, а једна реч, укус или звук могу откључати читаве светове унутрашњег живота. Позната сцена са колачем мадлен и чајем није само успомена, већ ритуал откровења - пример тзв. нехотичног сећања (*mémoire involontaire*) које покреће лавину асоцијација, емоција и анализа.
Прустови јунаци често посматрају, трагају, преиспитују - њихове мисли тече у дугим, разуђеним реченицама које више личе на мисаоне токове него на класичне описе. Реченица код Пруста није само средство комуникације, већ средство спознаје. Његова синтакса одражава начин на који се свест шири, прекида, враћа и тражи смисао у наизглед безначајним детаљима.
Теме љубави, љубоморе, друштвене мобилности, уметности и болести прожимају његов опус, али никада као универзалне категорије. Свако осећање код Пруста има своју нијансу, свака мисао свој ритам. Његова књижевност поставља питања о аутентичности, о томе шта значи бити присутан у сопственом животу, и како време, више од било ког другог фактора, обликује човека.
Преко естетике уочавања и анализе, Пруст гради уметност која није окренута догађајима, већ трајању - унутрашњем, нефилтрираном, често парадоксалном. То трајање постаје простор у којем читаоци не само читају о другом, већ постепено почињу да читају себе.
Његов стил утицао је на многе модернистичке писце, укључујући Вирџинију Вулф и Џејмса Џојса, који су делили интересовање за унутрашњи ток свести и експерименталну форму.
Као што је сам Пруст записао: „Право путовање открића не састоји се у тражењу нових предела, већ у гледању са новим очима.“